# Dead Man’s Bones

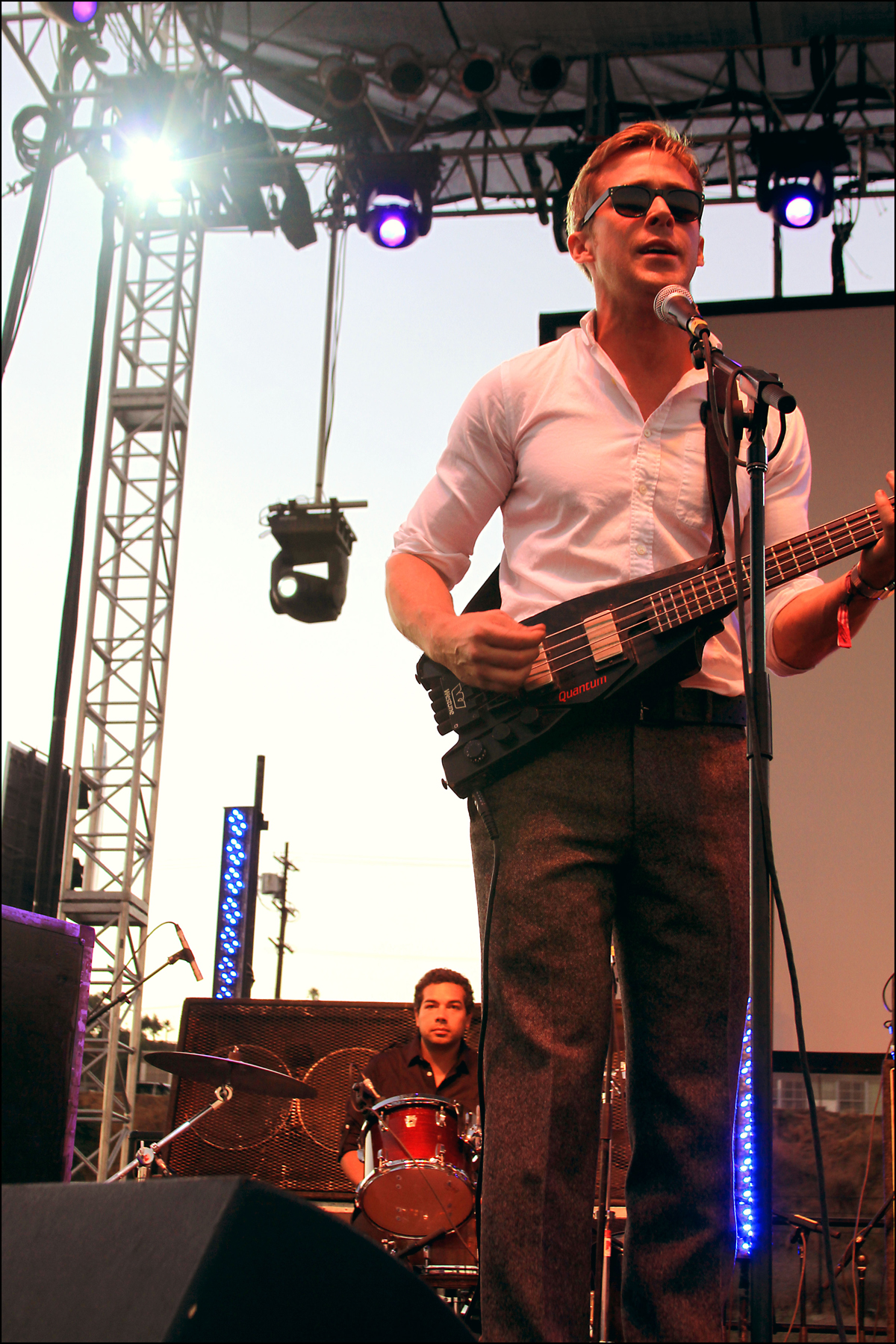
Dead Man’s Bones (2010)

Dead Man’s Bones (englisch für Knochen eines totens Mannes) ist ein in Kalifornien ansässiges Indie-Rock-Duo, bestehend aus dem kanadischen Schauspieler Ryan Gosling und Zach Shields.

## Bandgeschichte
Im Jahr 2005 lernten sich Gosling und Shields kennen und entdeckten ihre gemeinsame Faszination für alte Horror- und Zombiefilme, Spukgeschichten und Ähnliches. Sie entschlossen sich im Jahr 2007, zusammen eine Art Grusel-Musical zu schreiben und zur Aufführung zu bringen. Der hohe Aufwand und die schwierige Finanzierung eines solchen Projekts hinderten sie schließlich an der Umsetzung ihrer Pläne. Stattdessen verwendeten sie das bereits vorhandene Songmaterial als Grundlage für das Konzeptalbum Dead Man’s Bones. Dessen Lieder drehen sich thematisch um Werwölfe, Monster, Spukgeschichten oder auch die schwierige Liebesbeziehung zwischen einem Mädchen und einem Zombie. Die Musik weckt bei den Rezensenten u. a. Erinnerungen an Gorillaz, Doo Wop, Halloween, Nick Cave, The Cramps bzw. in den Videos teilweise an die Geisterwelten eines Tim Burton.
Das Album sollte zunächst im Sommer 2009 auf dem von Gosling, Shields und Produzent Tim Anderson (bekannt als Gitarrist von Ima Robot) gegründeten Label Werewolf Heart Records veröffentlicht werden. Durch die im Vorfeld ins Internet eingestellten, selbstgedrehten Videos zu den Songs Name in Stone (nicht auf dem Album enthalten) und In the Room Where You Sleep, wurde jedoch ANTI-Records aufmerksam und nahm die Band unter Vertrag. Das Album wurde schließlich am 6. Oktober 2009 veröffentlicht und erreichte im gleichen Jahr Platz 37 der Billboard Charts in der Kategorie Best Independent Albums.
Bei den Aufnahmen waren Mitglieder, im Alter von fünf bis siebzehn Jahren, des Kinderchors des Silverlake Conservatory of Music beteiligt, einer gemeinnützigen Organisation, die von Michael Balzary mitbegründet wurde, um bedürftigen Kindern und Jugendlichen eine musikalische Ausbildung zu ermöglichen. Gosling und Shields spielten fast alle Instrumente, wie Piano, Schlagzeug, akustische Gitarre und Cello, selbst ein, obwohl sie vorher keine professionelle Erfahrung als Musiker vorzuweisen hatten (abgesehen von Goslings frühen Gesangserfahrungen im Mickey Mouse Club). Laut Shields war es daher zunächst nicht geplant, dass er und Gosling auf dem Album singen würden; die Gesangsparts waren ursprünglich nur für einen Kinderchor konzipiert. Sie arrangierten sich jedoch mit ihren beschränkten musikalischen Fähigkeiten und verfolgten einen Lo-Fi-Ansatz bei den Plattenaufnahmen, bei dem sie sich auf wenige Takes beschränkten und auf aufwendige, elektronische Nachbearbeitungen verzichteten.
Auf ihrer ersten Nordamerika-Tour im Oktober 2009 wurden sie in jeder Stadt, in der sie auftraten, von einem lokal ansässigen Kinderchor bei ihrem Auftritt auf der Bühne unterstützt. Im Vorprogramm fand jeweils eine Talentshow statt.

## Videos
Gosling und Shields drehten auch Videos zu den Songs ihres Debütalbums, bei denen sie selbst Regie führten. Im Stop-Motion-Trickfilm zum Song Dead Hearts spielt das kinetische Kunstwerk  Machine With Wishbone von Arthur Ganson eine zentrale Rolle. Für die Animation war Jed Hathaway verantwortlich, der zuvor bei über 50 Folgen der TV-Serie Robot Chicken mitgewirkt hatte.
Der Song „Lose your Soul“ wurde in der Serie Sense8 in einer der langen, musikalisch untermalten Szene genutzt.

## Diskographie
- Dead Man’s Bones (2009, ANTI-Records)